# دیوید هیولت
دیوید هیولت (انگلیسی: David Hewlett؛ زاده ۱۸ آوریل ۱۹۶۸) یک هنرپیشه اهل کانادا است. وی از سال ۱۹۸۴ میلادی تاکنون مشغول فعالیت بوده‌است.
از فیلم‌ها یا برنامه‌های تلویزیونی که وی در آن نقش داشته است می‌توان به ظهور سیاره میمون‌ها، شکاف، روز بد در بلوک، جن‌زده و جایی که قلب آنجاست اشاره کرد.